# ASUS WebStorage
 Der er for få eller ingen kildehenvisninger i denne artikel, hvilket er et problem. Du kan hjælpe ved at angive troværdige kilder til de påstande, som fremføres i artiklen.

ASUS WebStorage er en online lagerservice, der giver brugeren mulighed for at tage online backup af data på dennes computer, og tilgå det via internettet. Servicen giver også mulighed for at synkronisere mapper mellem flere computere. Alt data som er lagt op på servicen kan deles med tredjepart, og der tilbydes i denne sammenhæng mulighed for at oprette et online billedegalleri. 
Der tilbydes 1 GB gratis lagerplads til alle brugere af ASUS WebStorage, og denne kan udvides til uendeligt lagerplads mod betaling.
| Software | Spire Denne artikel om software og programmering er en spire som bør udbygges. Du er velkommen til at hjælpe Wikipedia ved at udvide den. |